# My Princess (album)
Albums de Hōkago Princess
My Princess II
(29 janv. 2020)
EPs par Hōkago Princess
Seifuku Cinderella
(19 août 2015)
Compilations par Hōkago Princess
Indies Best ~Memories~
(22 mars 2017)
Singles
1. Kiete, Shirayukihime
Sortie : 28 octobre 2015
2. Junpaku Antoinette
Sortie : 17 février 2016
3. Seishun Mermaid
Sortie : 29 juin 2016
4. Himitsu no Tiara to Gelato
Sortie : 12 octobre 2016
5. Lychee Red no Unmei
Sortie : 15 février 2017

My Princess est le premier album studio du groupe d'idoles japonais Hōkago Princess sorti en 2017.

## Formation
Membres créditées sur l'album
- Nana Odagiri
- Miran Yamaguchi
- Saori Kizuki
- Maika Miyashita
- Himari Shirosaki
- Saho Michishige
- Sasara Sekine (pistes 4, 6, 7 et 12)
- Mayumi Kojima (pistes 4, 6, 7 et 12)

Membres non créditées
- Mayuka Miyashita (pistes 1, 3, 5, 8 et 10)
- Marina Nagasawa (pistes 7 et 12)

## Liste des titres
| 1.  | Junpaku Antoinette (純白アントワネット)                           | 2e single                                |  |
| 2.  | Tonari no Seki no Princess (隣の席のプリンセス)                   |                                          |  |
| 3.  | Kiete, Shirayukihime (消えて、白雪姫)                             | 1er single                               |  |
| 4.  | Sennen Maika (千年舞歌)                                           | face B du 5e single                      |  |
| 5.  | My love song                                                      | face B du 3e single                      |  |
| 6.  | Lychee Red no Umei (ライチレッドの運命)                           | 5e single                                |  |
| 7.  | Forza! Ole!                                                       | face B du 4e single                      |  |
| 8.  | Seifuku Cinderella (制服シンデレラ)                               | chanson du mini album Seifuku Cinderella |  |
| 9.  | Memories ~Kimi to Boku no Kousaten~ (Memories ～君と僕の交差点～) |                                          |  |
| 10. | Seishun Mermaid (青春マーメイド)                                  | 3e single                                |  |
| 11. | Dream Door (2017 version)                                         |                                          |  |
| 12. | Himitsu no Tiara to Gelato (秘密のティアラとジェラート)           | 4e single                                |  |